# Sōma
Die kreisfreie Stadt Sōma (japanisch 相馬市 Sōma-shi) ist eine Stadt in der Präfektur Fukushima in Japan.

## Geographie
Sōma liegt im nordöstlichen Teil der Präfektur Fukushima nördlich von Iwaki und südlich von Sendai am Pazifischen Ozean.
Die Stadt verfügt über einen Hafen, der sich in ihrem nördlichen Teil befindet (Hafen von Sōma). Der 32 km südlich vom Flughafen Sendai gelegene Hafen von Sōma stellt einen bedeutenden Handelshafen an der Fukushima-Küste dar. Da er an der gerade verlaufenden Küstenlinie und nicht im Schutz natürlicher Barrieren liegt, wurde er von einem 2,6 km langen Offshore-Wellenbrecher gegen Sturmwellen geschützt, der durch den Tōhoku-Tsunami 2011 zerstört wurde.
Als Matsukawaura wird zudem eine Lagune bezeichnet, die durch eine lange Sandbank vom Pazifischen Ozean getrennt ist.
An der Südseite von Matsukawaura liegt der Distrikt Isobe (磯部), der hauptsächlich aus tiefliegenden Reisfeldern besteht.

## Geschichte
Während der Edo-Zeit lag im Kreis Sōma mit der Stadt Nakamura (中村町 Nakamura-machi) die Burgstadt mit der Burg Sōma-Nakamura des vom Sōma-Klan gehaltenen Lehens (han) Sōma.
Eine Touristenattraktion ist das Sōma-Nomaoi-Festival (相馬野馬追), das Jagen wilder Pferde, das im Juli abgehalten wird.
Die kreisfreie Stadt Sōma wurde am 31. März 1954 aus dem Landkreis Sōma ausgegründet.

## Tōhoku-Erdbeben 2011

### Ausmaß der Überflutung und Schäden
Am 11. März 2011 wurde die Stadt vom Tōhoku-Erdbeben und dem darauffolgenden Tsunami getroffen.
In der Nähe der Küstenlinie betrugen die Überflutungshöhen des Tsunamis über 10 m, im Hafen von Sōma bis zu 10 m.
Im Hafen von Sōma wurde ein Teil des Kais zerstört und rund 30 m von seiner ursprünglichen Position fortgetragen, wobei auch eine mit dem Kai verbundene Straße zerstört wurde. Der den Hafen schützende Offshore-Caissonwellenbrecher wurde von dem Tsunami schwer beschädigt, und nur 3 seiner 546 Caissons blieben an ihrem Platz.
Die übrige Hafeninfrastruktur wurde ebenfalls stark beschädigt. Lagerhäuser und Kräne erlitten schwere Schäden.
Der Tsunami stieß mehrere Kilometer landeinwärts vor. Nach anderen Angaben reichte der Tsunami von der Küste aus rund 1,8 km in die aus tief liegenden Reisfeldern bestehende Küstenebene hinein.
Der größte Teil der südlich des Hafens liegenden Stadt Sōma befand sich auf einem höher gelegenen Gelände und war daher vom Tsunami nicht ernsthaft betroffen. Ein Teil des Ästuars mit flachen landwirtschaftlich genutzten Flächen erlitt jedoch Subsidenz und wurde vom Tsunami überflutet. Der Tsunami überwand in Isobe die Küstendeiche und den Wald hinter den Deichen. Auch die Deiche erlitten Schäden. Diejenigen Deichstrecken, die dadurch verstärkt worden waren, dass Tetrapoden vor ihnen platziert worden waren, überstanden den Tsunami, während andere Teile völlig zerstört wurden, indem ihre inneren Deichkerne ausgespült wurden, worauf die aufgesetzte Konstruktion in sich zusammenbrach. Viele Häuser wurden fortgespült, und Straßen wie Häuser blieben von einer sandigen Sedimentschicht bedeckt. Die Überflutungshöhe in diesem Gebiet wurde mit 6,78 m gemessen.
Die Zahl der völlig zerstörten Wohngebäude in Sōma wird mit 1004 beziffert, die der teilweise zerstörten mit 833.

### Opfer
Die Brand- und Katastrophenschutzbehörde (Fire and Disaster Management Agency, FDMA) meldete in ihrem Schadensbericht vom 19. Mai 424 Tote und 33 Vermisste. Später erhöhte sich nach der Schadenserfassung die Zahl der gezählten Toten auf 465, während noch 19 Menschen vermisst wurden.
Gemessen an der Gesamtbevölkerung Sōmas, die bei der Volkszählung von 2010 mit 37.817 angegeben worden war, betrug die Opferrate durch die Katastrophe von 2011 1,3 %, wenn alle in dem 157. FDMA-Schadensbericht vom 7. März 2018 registrierten Toten und Vermissten berücksichtigt werden beziehungsweise 1,21 %, wenn die in dem 153. FDMA-Schadensbericht vom 8. März 2016 registrierten Opfer (465 Tote und 19 Vermisste) abzüglich der von der Wiederaufbaubehörde (Reconstruction Agency, RA) gemeldeten katastrophenbedingten Todesfälle berücksichtigt werden, wodurch sich eine Zahl von 456 Toten und Vermissten ergibt. Mit der gleichen Datengrundlage, aber allein auf das Überflutungsgebiet des Tsunamis in Sōma bezogen, das eine Fläche von 29 km2 umfasste, ergab sich eine Opferquote von 4,37 %.

## Verkehr
- Straße:
  - Jōban-Autobahn
  - Nationalstraße 6: nach Tokio und Sendai
  - Nationalstraße 113,115
- Zug:
  - JR Jōban-Linie: nach Sendai und Ueno

## Söhne und Töchter der Stadt
- Ōsuga Otsuji (1881–1920), Haiku-Poet
- Tetsuo Satō (1949–2025), Volleyballspieler

## Weblinks

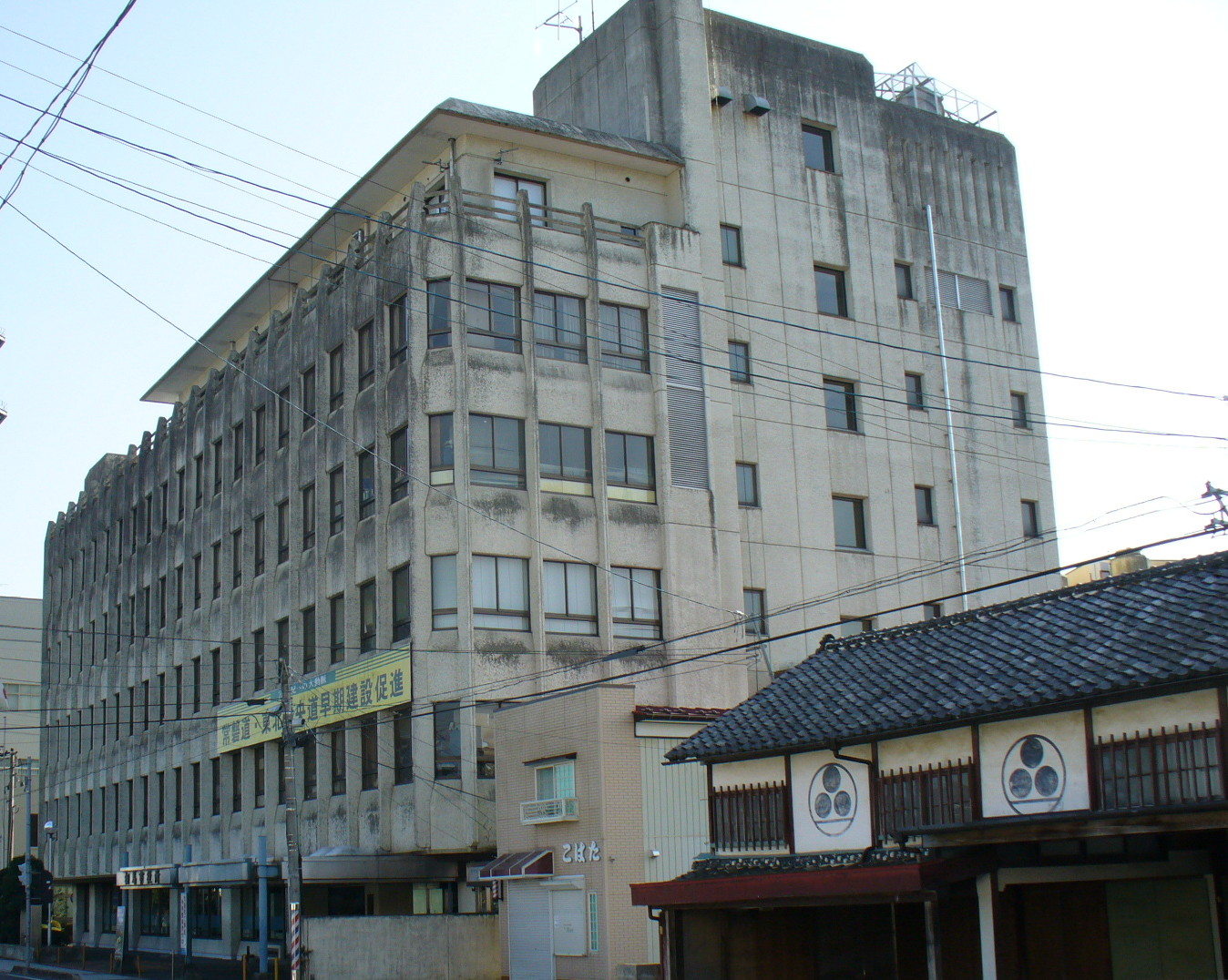
Rathaus von Sōma

## Angrenzende Städte und Gemeinden
- Präfektur Fukushima
  - Minamisōma
  - Date
  - Iitate
  - Shinchi
- Präfektur Miyagi
  - Marumori